# 大氣環流

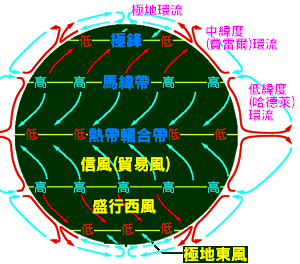
地球上的天氣現象由三個大環流相互作用而產生。

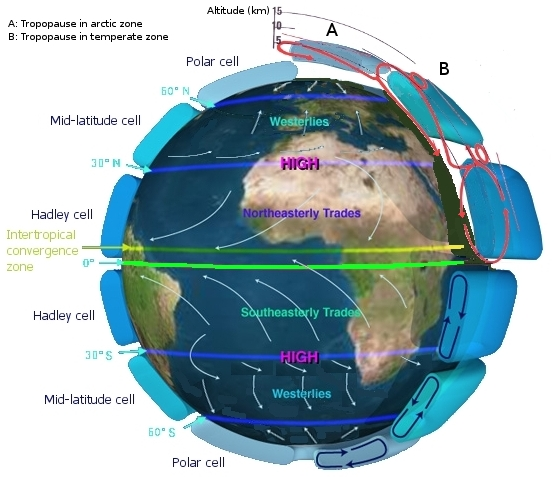
地球的大氣環流

大氣環流（英語：atmospheric circulation）是指地球表面上大規模的空氣流動，是（與較小規模的海洋環流一起）重新分配熱量和水氣的途徑。
大規模的大氣環流即使年年有所不同，其基本結構頗能維持不變。然而，個別天气系統，如中緯度低壓區、熱帶對流環流等，是在「隨機」情況下產生的，而且氣象通常只能在發生前一段短時間內被預測。這段時間理論上可以長達一個月，而現在實際上只有十天左右（見混沌理論）。不過，這些系統總生成的結果气候较为穩定。

## 热力环流
热力环流是大气运动最简单的形式，由于地面的冷热不均而形成的空气环流。它是大气运动的一种最简单的形式。太阳辐射能的纬度分布不均，造成高低纬度间的热量差异，引起大气运动。近地面空气的受热不均，引起气流的上升或下沉运动，同一水平面上气压的差异和大气的水平运动都会影响热力环流的变化。
其形成过程为：受热地区大气膨胀上升，近地面形成低气压，而高空形成高气压；受冷地区相反，从而在近地面和高空的水平面上形成了气压差，促使大气的水平运动，形成高低空的热力环流。热的地方空气受热膨胀上升，冷处收缩下沉。于是上空相同高度处，热地方单位面积空气柱重量（即气压）大，冷地方高空气压小，高空形成热－冷的气流。热处气流流失后，整个空气柱减轻，地面形成低压，冷处则形成高压，近地面形成冷－热的气流。加上上升、下沉气流，构成了热力环流。
热力环流在现实生活中存在较为广泛，例如山谷风、海陆风、城市风等都是热力环流的具体体现。
热力环流与城市规划有重要联系。城市内部由于人类活动排放大量余热，与郊区相比呈现“热岛效应”。城市与郊区之间会形成热力环流，为保护城市大气环境，在城市规划时，要研究城市风的下沉距离。一方面将大气污染严重的工业布局在城市风下沉距离之外，以避免工厂排放的污染物流向城区；另一方面，应将工业卫星城建在城市风环流之外，以避免相互污染。

## 緯度環流特徵
纬度环流亦称行星风系或气压带风带，地球上的風帶和湍流由三個對流環流（三圈环流）所推動：哈德里環流（低緯度）、費雷爾環流（中緯度）以及極地環流。有時候同一種環流（譬如低緯度）可以在同一緯度（如赤道）有數個同時存在，隨機地隨時間移動、互相合併與分裂。為了簡單起見，同一種環流通常當作一個環流處理。

### 低緯度環流
低纬度环流是人们研究较为深入的环流部分。由喬治‧哈得萊（George Hadley 1685-1768）所記述的大氣環流模式，用以解釋信風的形成，與觀測到的非常符合，古代人利用它推動風帆飄洋過海，從事貿易活動，因此又稱貿易風。這是一個封閉的環流，由溫暖潮濕空氣從赤道低壓地區上升開始，升至對流層頂，向極地方向邁進。直到南北緯30度左右，這些空氣在高壓地區下沉。部分空氣返回地面後於地面向赤道返回，形成信風，完成低緯度環流。
低緯度環流基本活动于热带地區，在太阳直射点引导下，以半年週期往返南北。

### 極地環流
极地环流也同樣是一個簡單的系統。雖然相比赤道的空氣，這裏的空氣比較寒冷乾燥，但仍然有足夠熱力和水分進行對流，完成熱循環。本環流的活動範圍限於對流層內，最高也只到對流層頂（8公里）。往極地的氣流主要集中在空中，而赤道方向的氣流主要集中在地面。當空氣到達極地範圍，它的溫度已經大大降低，在這高壓乾燥寒冷的地區下沉，受地轉偏向力影響向西偏轉，形成極地東風。极地东风与来自低纬的西风相遇后，相对暖而轻的西风气流爬升到高空形成上升气流，又分别流向南北，流向高纬的气流在极地下沉形成极地环流。極地環流的流出，形成呈簡諧波形的羅斯貝波。這些超長波在影響於中緯度環流與對流層頂間喘流的流向，扮演重要的角色。極地環流如散熱器般，平衡低緯度環流地區的熱盈餘，使整個地球熱量收支平衡。
可以說，在中高緯度地區，極地環流是影響這裏氣象的主要成因。雖然加拿大和歐洲在夏季會間中遇到暴風雨，在冬天從西伯利亞高壓區所帶來的寒冷才能感受到真正的嚴寒。實際上，就是因為極地高壓區的氣流，導致南極東方考察站在1983年錄得地球有紀錄以來最低氣溫：攝氏零下89.2度。
低緯度環流與極地環流有著同一特點：兩者都是由於地表的溫度而出現，直接與熱能相關。與此同時，其熱能特點蓋過其所產生的天氣現象。低緯度環流大量傳送的熱能，和極地環流巨形的吸熱能力，使除了特殊情況下，短暫氣象的效果不能被系統接收，也不能產生。在緯度30度至60度以外地區，根本不能感受到中緯度氣壓中心無休止地每天由低轉高再轉低的情況。
這兩個環流頗為穩定，雖然不時增強減弱，但是並不會完全消失。

### 中緯度環流
由威廉‧費雷爾（William Ferrel 1817-1891）所提出的中緯度環流是一個次要的環流，依靠其餘兩個環流而出現，如同處於兩者之間的滾珠軸承。因處於中緯度的渦旋（eddy）循環（高壓及低壓區）而出現，故本區時而又稱為「混合區」。在南面處於低緯度環流之上，在北面又漂浮在極地環流上。信風可以在低緯度環流以下找到，相同地西風帶也可以在中緯度環流下找到。
在近地面，副热带高压地区的哈德来环流下沉至地面的空气中，其中一股流向更高纬度的气流，在地转偏向力作用下形成西风。西风在副极地低压与更高纬的极地东风在纬度60度附近相遇后形成极锋，并在冷空气上滑升，在对流层上部南北分流，其中有一部分回流向副热带高压带附近下沉，形成一个和哈德来环流方向相反的环流圈，称为费雷尔环流圈（中纬环流）。但是费雷尔环流圈中的气流不是直接南北方向移动的，在地球自转偏向力的作用下，气流偏转为偏西风，因此叫做西风带。中纬度环流圈内就是常说的盛行西风带。
與低緯度環流和極地環流不同，中緯度環流並不是真正閉合的循環，而重點卻在西風帶上。不像信風和極地東風那樣，有所屬的環流捍衛著它們在該區的主導地位。盛行西風则不然，常常“聽命”於經過的氣象系統。在上空通常由西風主導，但是在地表風向可以隨時突然改變。以北半球的參考系（觀點）而言，往北的低氣壓或是往南的高氣壓往往維持甚至加速西風的流速；但是經過當地的冷鋒可能扭轉這種情況。而往北的高氣壓帶來東風主導的氣流，常常持續數天。
氣團移動是中緯度環流底層特色之一。環流吸收由地表低壓區上升的空氣，它所處的地方是影響氣團位置的原因之一（在天氣圖上可以見到地表低壓區是隨氣流移動的）。地表風整體的流向是從緯線30度至60度的。可是中緯度環流上空的流向尚未能完全界定，一方面因為環流本身處於極地環流與低緯度環流之間，沒有一個強烈的熱源或冷源推動對流，而另一方面地表渦漩也對上空環境造成不穩定影響。
中纬度环流圈中存在冷热交汇：极地的冷空气南下，低纬的暖空气北上，在西风带内形成了各种高压区域和低压区域，并以波的形式存在，所以叫西风波动，又称罗斯贝波或行星波。这些波动一般以高压脊、低压槽、阻塞高压或切断低压形式存在。

## 海陆间环流
海陸間環流為區域尺度的環流，白天因為海洋比熱較大，相對的地表溫度上升較快，空氣熱對流上升，在陸地上空對流層頂(tropopause)左右形成高空輻散，而一部分空氣流動至海面上空，因海面上空對流層頂氣溫較陸地上為低，故在此高空輻合而下沉，沉至海面形成低空輻散，一部分向陸地流動，在地面產生低空輻合後又上升，成一循環，故白天在海岸附近容易發生海風的現象。
夜晚陸地比熱較小降溫較快，反之亦然，故易吹陸風。

## 季风环流
海水的比熱容量遠比陸地為高，所以陸地在冬季時的地表溫度比海洋低，夏季時的地表溫度比海洋高，造成大陸與海洋之間隨季節更迭的熱循環。當空氣受熱膨脹，密度便會降低，因而向上升；反之亦然。这使得在夏季時陸地的氣壓會比海洋低，海洋的暖湿空气向陆地移动，冬季時则相反，所以季風區在夏季和冬季的風向會相反，可以按此分為冬季季候風和夏季季候風。世界上季风气候最典型的地区位于亚洲东部，原因是该地有世界上最大的大陆亚欧大陆和最大的海洋太平洋。该地由此形成了独特的热带季风气候、亚热带季风气候和温帶季风气候。

## 火星环流
三種環流在火星上都有。不過，太陽射在火星表面造成的回應與同，火星表面上夏季最熱的地方不在赤道，而在夏季半球——即處於夏季的半球的熱帶和亞熱帶，因此火星上夏季環流圈不是像在地球上那樣分佈在赤道兩邊。